# Maratona aquática no Campeonato Mundial de Esportes Aquáticos de 2013
Os eventos da maratona aquática no Campeonato Mundial de Esportes Aquáticos de 2013 ocorreram entre 20 e 27 de julho em Moll de la Fusta em Barcelona.

## Calendário
| Julho             | 19 | 20 | 21 | 22 | 23 | 24 | 25 | 26 | 27 | 28 | 29 | 30 | 31 | 01 | 02 | 03 | 04 | T |
| ----------------- | -- | -- | -- | -- | -- | -- | -- | -- | -- | -- | -- | -- | -- | -- | -- | -- | -- | - |
| Maratona aquática |    | 2  |    | 1  | 1  |    | 1  |    | 2  |    |    |    |    |    |    |    |    | 7 |

## Eventos
| Prova           | Dia         |
| --------------- | ----------- |
| 5 km feminino   | 20 de julho |
| 5 km masculino  | 20 de julho |
| 10 km masculino | 22 de julho |
| 10 km feminino  | 23 de julho |
| 5 km por equipe | 25 de julho |
| 25 km masculino | 27 de julho |
| 25 km feminino  | 27 de julho |

## Medalhistas
Masculino
| Evento         | Ouro                    | Ouro      | Prata              | Prata     | Bronze               | Bronze    |
| 5 km detalhes  | TUN Oussama Mellouli    | 53:30.4   | CAN Eric Hedlin    | 53:49.3   | GER Thomas Lurz      | 53:51.0   |
| 10 km detalhes | GRE Spyridon Gianniotis | 1:49:11.8 | GER Thomas Lurz    | 1:49:14.5 | TUN Oussama Mellouli | 1:49:19.2 |
| 25 km detalhes | GER Thomas Lurz         | 4:47:27.0 | BEL Brian Ryckeman | 4:47:27.4 | RUS Evgeny Drattsev  | 4:47:28.1 |

Feminino
| Evento         | Ouro                 | Ouro      | Prata                 | Prata     | Bronze                | Bronze    |
| 5 km detalhes  | USA Haley Anderson   | 56:34.2   | BRA Poliana Okimoto   | 56:34.4   | BRA Ana Marcela Cunha | 56:44.4   |
| 10 km detalhes | BRA Poliana Okimoto  | 1:58:19.2 | BRA Ana Marcela Cunha | 1:58:19.5 | GER Angela Maurer     | 1:58:20.2 |
| 25 km detalhes | ITA Martina Grimaldi | 5:07:19.7 | GER Angela Maurer     | 5:07:19.8 | USA Eva Fabian        | 5:07:20.4 |

Equipe
| Evento        | Ouro                                                       | Ouro    | Prata                                                              | Prata   | Bronze                                                   | Bronze  |
| 5 km detalhes | GER Alemanha Thomas Lurz Christian Reichert Isabelle Härle | 52:54.9 | GRE Grécia Antonios Fokaidis Spyridon Gianniotis Kalliopi Araouzou | 54:03.3 | BRA Brasil Allan do Carmo Samuel de Bona Poliana Okimoto | 54:03.5 |

## Quadro de medalhas
| Ordem | País           | Medalha de ouro | Medalha de prata | Medalha de bronze | Total |
| ----- | -------------- | --------------- | ---------------- | ----------------- | ----- |
| 1     | Alemanha       | 2               | 2                | 2                 | 6     |
| 2     | Brasil         | 1               | 2                | 2                 | 5     |
| 3     | Grécia         | 1               | 1                | 0                 | 2     |
| 4     | Tunísia        | 1               | 0                | 1                 | 2     |
| 4     | Estados Unidos | 1               | 0                | 1                 | 2     |
| 6     | Itália         | 1               | 0                | 0                 | 1     |
| 7     | Bélgica        | 0               | 1                | 0                 | 1     |
| 7     | Canadá         | 0               | 1                | 0                 | 1     |
| 9     | Rússia         | 0               | 0                | 1                 | 1     |
| Total | Total          | 7               | 7                | 7                 | 21    |